# Vencedores do Prêmio Brasil Olímpico de 2001
O Prêmio Brasil Olímpico de 2001 foi a terceira edição da premiação dada pelo Comitê Olímpico Brasileiro aos melhores atletas do ano. Foram entregues prêmios aos melhores atletas de 40 modalidades, além do prêmio de Melhor Atleta do Ano para um homem e uma mulher e do Troféu Adhemar Ferreira da Silva, entregue a um ex-atleta.

## Vencedores por modalidade
| - Atletismo: Maurren Maggi - Badminton: Sandra Miashiro Cattaneo - Basquete: Janeth Arcain - Beisebol: Tiago Felipe da Silva - Bobsled e Luge: Ricardo Raschini - Boxe: Joílson Gomes dos Santos - Canoagem Slalom: Gustavo Selbach - Canoagem Velocidade: Sebástian Cuattrin - Ciclismo Estrada: Luciano Pagliarini - Ciclismo Mountain Bike: Marcio Ravelli - Ciclismo Pista: Robson Vieira - Esgrima: Éllora Páttaro - Esqui e Snowboard: Mirela Arnhold - Futebol: Juninho Paulista - Ginástica Artística: Daniele Hypólito - Ginástica Rítmica Desportiva: Dayane Camilo da Silva - Handebol: Lucila Viana da Silva - Hipismo Adestramento: Michele Schulze - Hipismo CCE: Marcelo Tosi - Hipismo Saltos: Bernardo Resende | - Judô: Tânia Ferreira - Levantamento de Peso: Edmilson da Silva Dantas - Lutas: Renato Sobral - Natação: Nayara Ribeiro - Natação Sincronizada: Fernanda Más Monteiro - Pentatlo Moderno: Daniel Vargas dos Santos - Pólo Aquático: Camila Pedrosa - Remo: Anderson Nocetti - Saltos Ornamentais: Juliana Veloso - Softbol: Elaine Simon - Taekwondo: Fernanda Mattos da Silva - Tênis: Gustavo Kuerten - Tênis de Mesa: Tiago Monteiro - Tiro Esportivo: Fátima Rocha - Tiro com Arco: Stenio Yamamoto - Trampolim Acrobático: Rodolfo Rangel - Triatlo: Sandra Soldan - Vela: Robert Scheidt - Vôlei: Nalbert Bitencourt - Vôlei de Praia: Shelda Bede |

## Melhores atletas do ano
- Masculino: Robert Scheidt
- Feminino: Daniele Hypólito

## Troféu Adhemar Ferreira da Silva
- Nelson Prudêncio (atletismo)

## Melhor atleta paraolímpico
- Danilo Glasser (natação)